# Blountville
Blountville és una concentració de població designada pel cens dels Estats Units a l'estat de Tennessee. Segons el cens del 2000 tenia 2.959 habitants.

## Demografia
Segons el cens del 2000, Blountville tenia 2.959 habitants, 1.060 habitatges, i 763 famílies. La densitat de població era de 200,1 habitants/km².
Dels 1.060 habitatges en un 25,8% hi vivien nens de menys de 18 anys, en un 60% hi vivien parelles casades, en un 8,8% dones solteres, i en un 28% no eren unitats familiars. En el 25,8% dels habitatges hi vivien persones soles l'11,3% de les quals corresponia a persones de 65 anys o més que vivien soles. El nombre mitjà de persones vivint en cada habitatge era de 2,36 i el nombre mitjà de persones que vivien en cada família era de 2,8.
Per edats la població es repartia de la següent manera: un 16,9% tenia menys de 18 anys, un 10% entre 18 i 24, un 35,3% entre 25 i 44, un 24,9% de 45 a 60 i un 12,9% 65 anys o més.
L'edat mediana era de 38 anys. Per cada 100 dones de 18 o més anys hi havia 127,6 homes.
La renda mediana per habitatge era de 37.609 $ i la renda mediana per família de 41.594 $. Els homes tenien una renda mediana de 31.842 $ mentre que les dones 18.163 $. La renda per capita de la població era de 16.173 $. Entorn del 3% de les famílies i el 4,8% de la població estaven per davall del llindar de pobresa.

## Poblacions més properes
El següent diagrama mostra les poblacions més properes.